# NGC 297
NGC 297 este o galaxie eliptică situată în constelația Balena. A fost descoperită în 27 septembrie 1864 de către Albert Marth.